# 經常收支

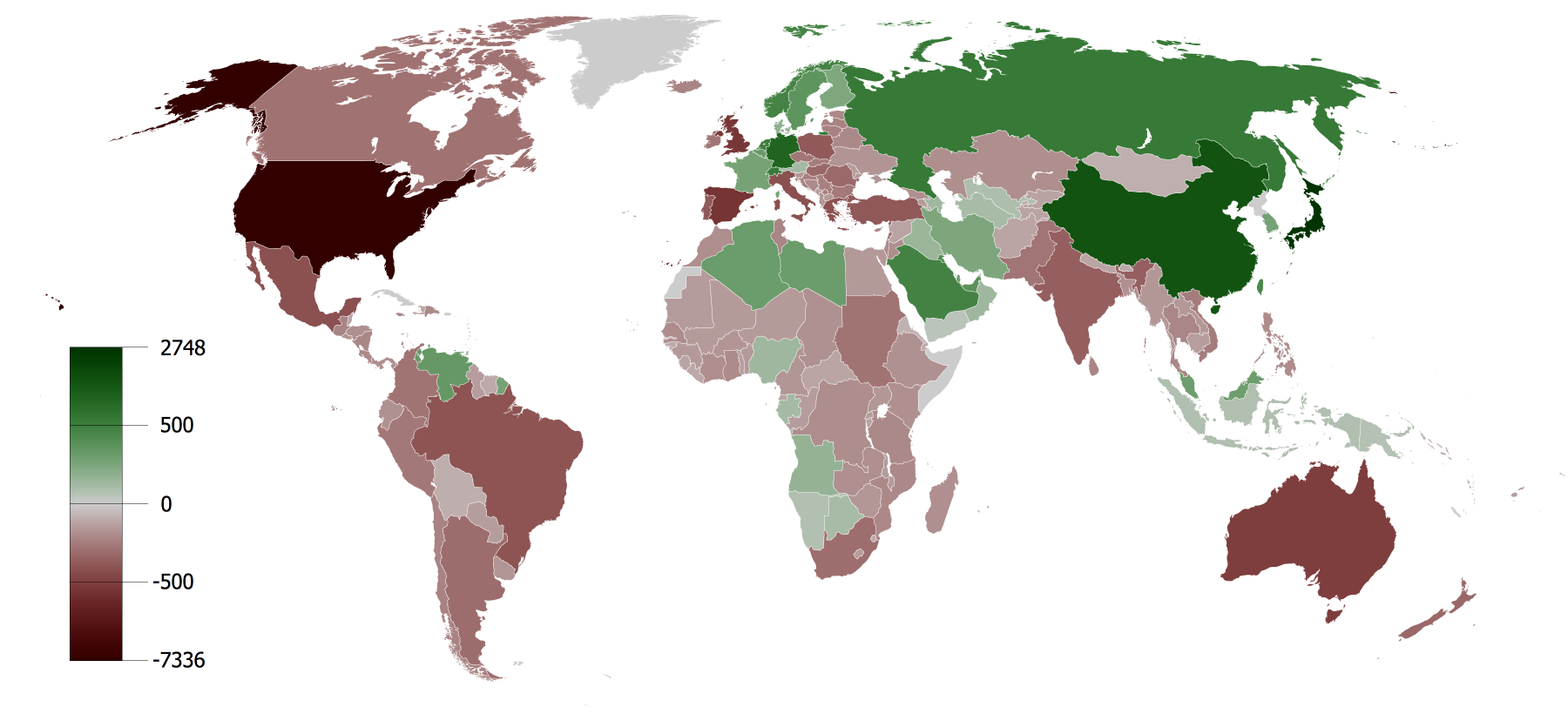
國家經常帳戶收支狀況（1980-2009總平均）

经常收支（即“经常项目”），又稱經常帳，和资本与金融收支相对，指在国际收支平衡表中实际资源在国际间的贸易而产生的资金流动，包括货物、服务、收入和经常转移四项内容。这一部分被看成是一种更加合理的资金流动。
国际收支中的经常账户是指贸易收支的总和（商品和服务的出口减去进口），加上生产要素收入（例如利息和股息），然后加上转移支付（例如外国援助）。经常项目顺差（盈余）增加了一个国家相应金额的外国资本净额；经常项目逆差（赤字）则恰好相反。
贸易收支是经常账户下典型的最重要的部分。也就是说贸易状况的变化是经常账户的主要影响因素。然而，对于那些少数的拥有大量海外资产和负债的国家，生产要素支付净额可能作用显著。
经常收支，资本收支，金融收支以及官方储备的变化一起，总和为零构成收支的定义。这个总和被称为国际收支。通常来说，官方储备的变化非常小。

## 经常收支的构成
1. 进出口贸易差额
  1. 商品（以FOB计价）：一般的商品贸易
  2. 服务：服务贸易
  3. 资产收入（利息、股息）
  4. 经常转移：捐赠，无偿援助等
2. 外国投资净收入
3. 国外汇款净额
4. 还本付息净额

### 降低经常收支逆差的方法
如果采取行动对付巨额经常收支逆差，较为明显的措施包括：
- 鼓励汇率贬值（例如通过降低利息率或者某种形式的货币干涉）
- 促进新的出口行业
- 进口管制，配额或者关税（尽管这种方法带来的进口减少可能被由于本国货币升值导致的出口减少抵消掉，从而导致总的效应经常账户余额很少或者没有变化）
- 开支变化—采取财政政策和货币政策降低总需求（aggregate demand），从而降低对进口的需求。

比较不显而易见但很卓有成效的减少逆差的办法包括提升国内储蓄（或者降低国内借贷，包括降低国家政府的借贷）。
值得注意的是经常收支逆差并非总是坏事。Pitchford的论文中提到，如果经常收支逆差是由私有部门所造成的，那就大可不必担忧。一些人认为这个理论对澳大利亚经济而言是适用的，因为澳大利亚经常收支一直长期处于逆差，但该国却保持了14年的经济增长（1991到2005）。另外一些人则辩论说澳大利亚不断增加的大量外债可能会对该国造成困扰，尤其在利率上升的时候。

## 国际收支的相互关系
除开官方储备不计，经常收支就是资本收支和金融收支总和的镜中像。
也许有人要问：是经常账户主导了资本和金融收支，还是资本和金融收支主导了经常收支？传统的解释是经常收支是主要原因因素，而资本和金融收支只是单纯地反映出对逆差的融资或者对顺差产生的资本的投资。然而，最近以来一些观察家提议说在某些案例中相反的因果关系可能更重要。尤其是，美国经常收支逆差是由国际投资者对美国资产的购买所造成的这一观点被极具争议地提出。但是主流观点仍然毫无疑问地认为经常收支时主导因素，金融收支正方主要反映了美国经常收支逆差融资的需求。

## 參看
- 國際收支表
- 服务部门
- 美國公債
- 各国经常账户余额列表